# 筑豊電気鉄道3000形電車
筑豊電気鉄道3000形電車は、1988年から登場した筑豊電気鉄道の鉄道車両である。同社の主力車両。

## 概要

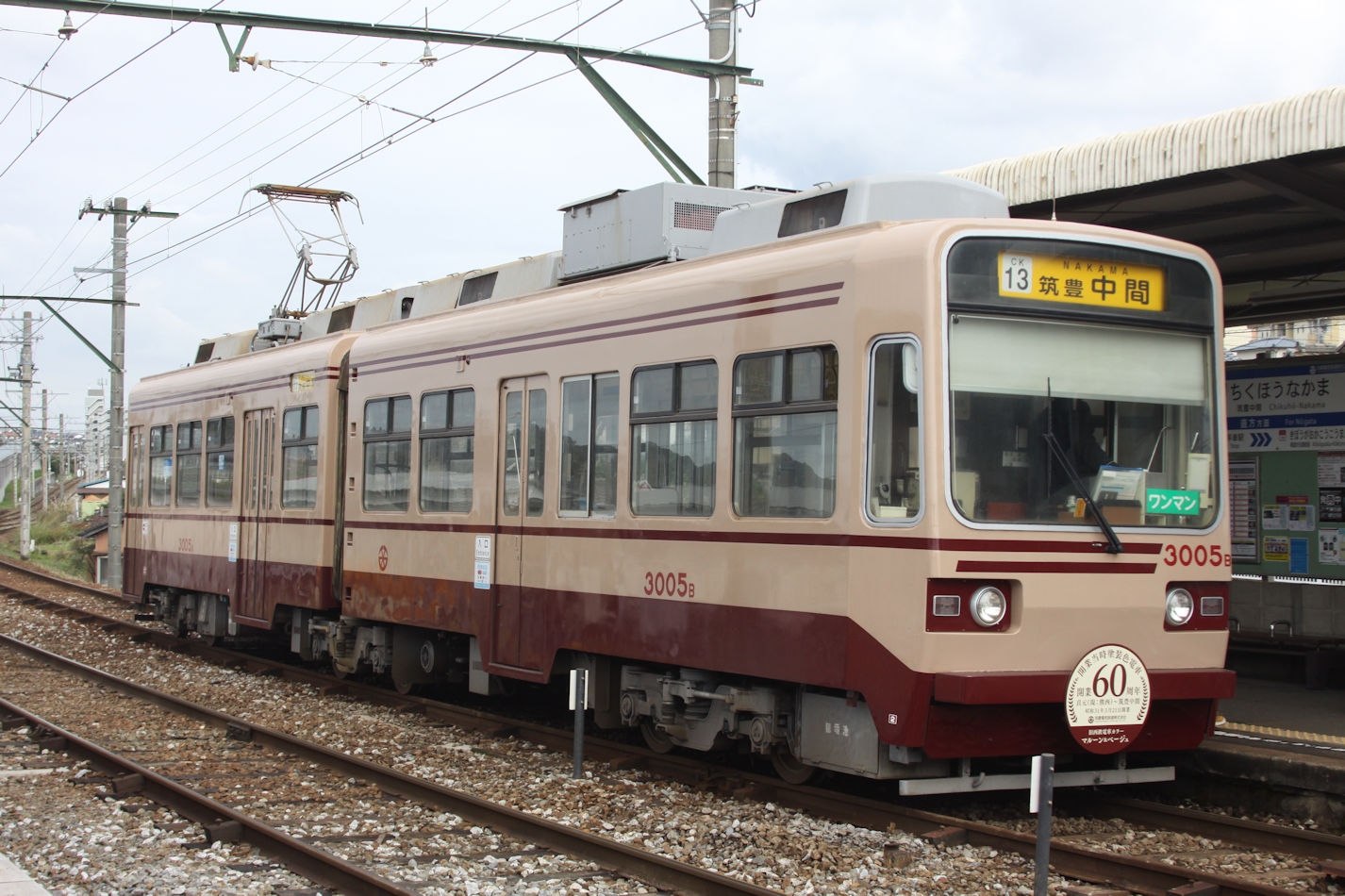
開業当時の色調に変更された3005

筑豊電気鉄道の車両冷房化推進の一環として、1988年から1989年にかけて3001 - 3005が、1995年から1996年にかけて3006 - 3009が導入された。全車アルナ工機（現アルナ車両）で作られたが、台車や機器などを非冷房の2000形2車体連接車の機器を再用して作られた。改造元になった番号は2110 - 2118（ただし改造後の番号は改造前とは逆順になっている）であるが、あくまで新造扱いである。カラーリングは当初白地に車体上部に2本のオレンジの帯、車体裾と窓下にライトブルーの帯。3006 - 3009では前面窓下にオレンジの帯が追加されてライト周りもライトブルーになり、それ以前の車両も統一された。いわゆる軽快電車の影響を受けた大きな前面窓などが特徴的である。2007年より車体側面に西鉄グループを現すCIロゴが追加されていたが、現在では表記されていない。
行先表示は、3005までは漢字表記のみであったが、3006以降はローマ字併記となった。また、最近では全車ローマ字併記に統一されたほか、誤乗防止のために行き先ごとに色分けが行われている。
1995年から1996年にかけて導入された3006 - 3009は、冷房装置の容量増強・シングルアームパンタグラフ搭載・車内の車掌台仕切りや座席袖仕切りのパイプから仕切り板への変更などの改良が施されている。
登場当初はテレビが取り付けられた編成も存在した。テレビ付きの編成ではNHK総合テレビを放映していたが、液晶モニターに交換してからは地上波テレビの受信は行わなくなった。2007年にマスタが三菱電機製のアドムーブに更新され、液晶モニター配置は直方側がアクオス（以前からの流用品）・黒崎側に三菱電機製となった。次の停車駅や沿線イベントの案内、地元商店街CMの静止画映像を流している（機器の更新により音声は出なくなった）。なお操作は車掌による手動であった。
当該車両の制御・走行機器自体は、電動カム軸式抵抗制御・吊り掛け駆動であるが、補助電源装置には登場時GTO素子のVVVFインバーターを使用していたため、夏季に冷房を起動する際VVVF制御の電車の起動音に似た音が生じていた。
2012年頃より東芝IGBT-VVVFインバーターへの更新が順次されており、2020年度の3003号をもって全ての編成の更新が完了している。またインバーター更新の際にコンプレッサーを市内線時から使用していたDH-25型からC-1000L型へ更新されている。
台車は登場時より2000形から流用された近畿車輛製KD-14であったが、2006年頃から川崎重工製KW-177（先頭部）・KW-178（連接部）への交換が行われている。2000年代に入ってからATS取り付け工事が行われ、全編成が完了している。また運転台へのデッドマン装置、事故対策用のドライブレコーダーの設置が行われた。
2019年度より3008号をはじめとし随時車体更新を行っている。更新車は5000形同様のUVカットガラスを採用している。
2020年9月より新型コロナウイルスの感染防止対策として国の地域公共交通確保維持改善事業費補助金を活用し「抗ウイルス・抗菌機能のシートモケット」へ全車変更している。

## ICカード導入・ワンマン化改造
2015年春のnimoca導入・ワンマン化にあわせて、順次以下のように車内の設備を更新した。
- 音声合成装置による自動放送の導入(2015年3月より英語放送開始)
- 自動両替機付運賃箱、ICカードリーダーの設置
- 車内に整理券発行機を設置
- 運賃表を幕式から液晶式に更新、従来の次駅案内装置の撤去
- ドアブザーを自動音声による注意喚起に変更
- 扉扱い操作を全戸運転士の操作に変更(従来は前戸のみ)
- 運転士の車内放送用ヘッドセットマイク設置
- 運転士用の中ドア監視用カメラ、液晶モニターの追加
- 車掌台に保安ブレーキとは別に客用SOSボタンの追加
  - アテンダント乗務時には、アテンダントはベルにて乗降完了合図を送り運転士が扉操作する。

## 車番と改造元の車両
| 車番 | 改造元 | 塗装・ラッピング |
| ---- | ------ | ---------------- |
| 3001 | 2118   | 北九州銀行       |
| 3002 | 2117   | 定期入場中       |
| 3003 | 2116   | 赤電             |
| 3004 | 2115   | オリジナル塗装   |
| 3005 | 2114   | オリジナル塗装   |
| 3006 | 2113   | 献血ちゃん       |
| 3007 | 2112   | bizdco           |
| 3008 | 2111   | ミクニ           |
| 3009 | 2110   | 黄電復刻塗装     |

## 主要諸元
- 製造初年：1988年
- 全長：18,600 mm
- 全幅：2,430 mm
- 全高：3,940 mm
- 自重：26.6 t
- 車体構造：全鋼製
- 定員（着席）：96(48)人
- 出力・駆動方式：45 kW×4、ツリカケ式
- 集電装置：軽快式Z型パンタグラフ（3001～3005）、シングルアーム式パンタグラフ（3006～3009）

## 運用
- 筑豊電気鉄道全線で、終日運行されている。なお、3001-3005は、西鉄北九州線の併用軌道区間である黒崎駅前―八幡駅前間まで乗り入れていた。

## 特別塗装・ラッピングなど

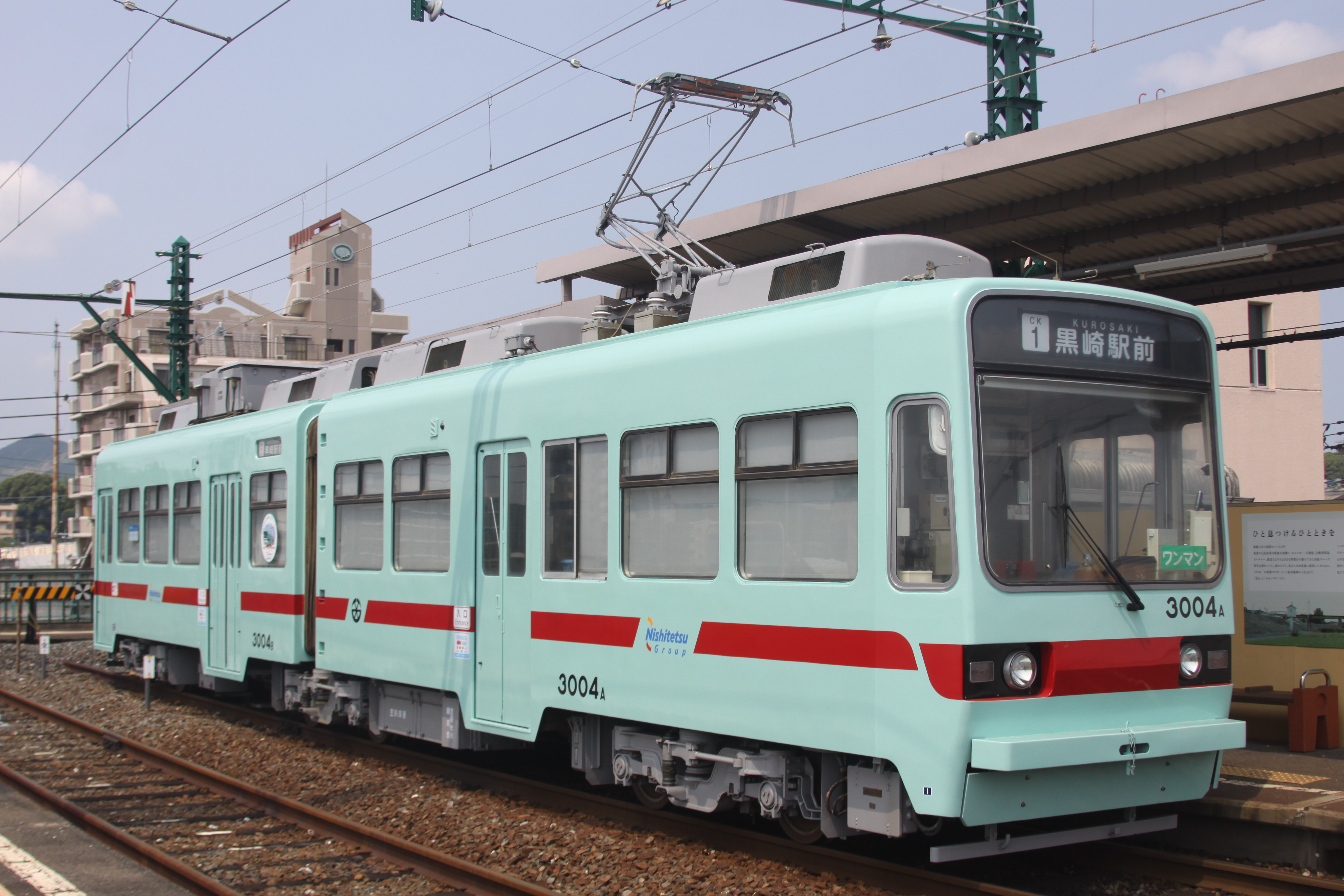
西鉄天神大牟田線のアイスグリーン塗装となった3004

- 西鉄北九州線全廃20年企画として3003編成（旧2116編成）が改造前かつ西鉄北九州線の1980年以降の塗装である「赤電」塗装となり、2020年5月30日より運行されている。運行期間は3年程度を予定している。[2]
- 阪堺電気軌道との共同PR企画として3002編成が阪堺電車のモ161形（旧南海色イエローライン、通称：ビークルスター）のカラーリングを塗装し2021年7月7日より運行されている。運行期間は約3年を予定している。[4]

また、行政や地元企業などが主体となったラッピング編成も一部の編成で運行されている。